# Operation Mincemeat (musical)
Operation Mincemeat è un musical scritto da David Cumming, Felix Hagan, Natasha Hodgson e Zoë Roberts, portato al debutto a Londra nel 2019.
Il musical ripercorre in chiave umoristica l'Operazione Mincemeat della seconda guerra mondiale, con un cast composto da cinque attori (tre donne e due uomini) che interpretano tutti i ruoli. Nel 2023 il musical è stato portato in scena nel West End londinese, dove ha vinto il Laurence Olivier Award al miglior nuovo musical; nello stesso anno Steve Sidwell ha prodotto un'incisione discografica del musical, distribuita da Sony Music.

## Brani musicali
Atto I
- "Born to Lead" – Montagu & Cast
- "God That's Brilliant" – Cast
- "Dead in the Water" – Cholmondeley
- "Dead in the Water (Reprise)" – Cholmondeley†
- "All the Ladies" – Jean & Cast
- "The Pitch" – Montagu, Cholmondeley & Jean
- "Making a Man" – Company
- "Love is a Bird" – Cholmondeley & Jean†
- "Dear Bill" – Hester
- "Sail on, Boys" – Cast
- "Just for Tonight" – Montagu & Cast

Atto II
- "Das Übermensch" – Cast
- "Bevan's Update" – Bevan, Cholmondeley & Montagu
- "The Ballad of Willie Watkins" – Willie & Cast
- "Spilsbury Reprise" – Spilsbury & Cast
- "I Call Abort" – Bevan
- "Haselden's Got a Good Feeling" – Haselden & Cholmondeley
- "Useful" – Hester & Jean
- "Act as If" – Cast
- "Finale" – Cast

## Storia degli allestimenti
Il musical ha esordito sulle scene nel maggio 2019, in cartellone al New Diorama Theatre. Successivamente è stato riproposto alla Southwark Playhouse nel 2020, nel 2021 e nel 2022, e ai Riverside Studios nel 2022. Forte del successo di critica e pubblico, il musical è stato proposto nel West End londinese, in cartellone al Fortune Theatre dal 29 marzo 2023.
Il cast originale della prima assoluta, della prima nell'Off-West End e della prima del West End comprendeva i quattro autori, a cui si è aggiunta Rory Furey-King in occasione del debutto mondiale, poi sostituita da Claire-Marie Hall nelle edizioni londinesi successive.